# Ой з-за гори та ще й з-за лиману
«Ой з-за гори та ще й з-за лиману» або «Про козака Нечая» — українська народна козацька пісня. Належить до історичних пісень. Разом із іншими Козацьким піснями  віднесена до Списку нематеріальної культурної спадщини ЮНЕСКО, що потребує негайної охорони.
Відомо близько ста записів цієї пісні починаючи із 19 століття. Зокрема, у збірці Михайла Максимовича «Українські народні пісні» (1834 рік), Платон Лукашевич «Малоросійські та червоноруські народні думи і пісні» (1836), Я. Ф. Головацького «Народные песни Галицкой и Угорской Руси».
У пісні «Ой з-за гори, та ще з-за лиману» йдеться про героя визвольної війни брацлавського полковника Данила Нечая. Історичною основою пісні був бій у Красному козацького війська та місцевого населення із військами Речі Посполитої під командуванням гетьмана польного коронного М. Калиновського і брацлавського воєводи С. Лянцкоронського в лютому 1651 року. Польське військо підступно оточило Красне, сторожа біля брами не очікувала нападу, бо вважали, що то повертаються козаки, і драгуни майже безперешкодно увірвались на сонні вулиці. Сам Нечай був впевнений, що ворог далеко і безпечно гуляв, поки вороги обступили місто і почали штурм. Нечай героїчно бився, отримав безліч поранень і мужньо обороняючись поліг.
Михайло Грушевський зазначив, що з літературного погляду пісня цікава тим, що в ній знаходяться «мотиви нашого старого героїчного епосу: гіперболізм богатирського розмаху Нечая, роля його коня, промови до нього звернені — все се зроблене в стилю старої богатирської епіки, очевидно ще живої на Україні в тім часі, так що з неї обіруч черпала нова героїчна поезія на козацькі теми».

## Записи
Аудіозапис у виконанні фольклорного ансамблю «Знахідка» м. Жовті Води увійшов до Обліковочки карточки на елемент нематеріальної культурної спадщини «Козацькі пісні Дніпропетровщини».
Також пісня відома у виконанні Української капели бандуристів ім. Т. Шевченка, капели Думка п/к Нестора Городовенка, бандуристів Федора Жарка, Миколи Будника, Івана Рачка, Павла Писаренка та Віктора Мішалова . Ансамблю «Миклухо Маклай».